# جرد بزرگ
جِرد بزرگ یا جِربیل بزرگ بزرگ‌ترین نوع جربیل است که در نواحی بیابانی آسیای میانه زندگی می‌کند.
جرد بزرگ بومی مناطق بیابانی کشورهای مغولستان، چین، ترکمنستان، قزاقستان، تاجیکستان، ازبکستان و ایران است. این حیوان از جوندگان حاشیه شهری است و در ایران در حاشیه شهرهای مشهد، اصفهان، یزد، ترکمن‌صحرا، بلوچستان و شیراز دیده می‌شود.
جربیل از مهم‌ترین ناقلان باکتری عامل بیماری سالک است و یک آفت عمده برای کشاورزی و باغبانی شمرده می‌شود، به همین جهت گاه برنامه‌های وسیعی برای نابودی آن اجرا می‌شود. از جمله از سال ۲۰۰۸ در چین طعمه‌های حاوی داروی ضدبارداری و سقط جنین در جلوی لانه‌های این حیوان در بیابان‌های شمال غربی چین قرار داده می‌شود که موجب کاهش جمعیت این حیوان شده‌است.
این جونده ۱۵ تا ۲۰ سانتیمتر طول دارد. پنجه‌های بزرگ پاهای جلویی به او اجازه حفر خاک برای لانه‌سازی را می‌دهد. لانه‌های او بسیار بزرگ با چندین ورودی هستند که از آن‌ها برای ذخیره غذا هم استفاده می‌کند. غذای او نیز بیشتر از منابع گیاهی است. آنها زندگی گروهی دارند و معمولاً چندین جربیل در یک لانه مشترک زندگی می‌کنند. طول عمر آن‌ها دو تا چهار سال است و برخلاف بیشتر جوندگان عمدتاً روزگرد هستند.